# Verb der Bewegung
Verben der Bewegung sind eine Bedeutungsklasse von Verben, die in der sprachwissenschaftlichen Literatur viel untersucht worden ist. Sie stehen im Zusammenhang mit allgemeinen Fragen des Ausdrucks räumlicher Relationen und sind eines der Paradebeispiele für die Untersuchung der Frage, wie Wahrnehmungskategorien und Konzepte in der Sprache abgebildet werden. Die Verwendung von Bewegungsverben steht auch in enger Wechselwirkung mit der Grammatik von Lokaladverbialen, also z. B. räumlichen Präpositionen und Adverbien. Bewegungsverben weisen in einigen Sprachen auch noch weitere grammatische Besonderheiten auf.
Bewegungsverben im engeren Sinne sind Verben, die einen Ortswechsel bezeichnen, also eine Veränderung der Lokalisierung eines Gegenstands im Raum. Ortsveränderung ist zu unterscheiden von einer inneren Bewegung in einer Person oder einem Gegenstand (z. B. zittern, winken oder sich beugen). Manche Bewegungen haben jedoch beide Komponenten zugleich (z. B. rollen), oder es können Verben in beiden dieser Bedeutungen verwendet werden:
- Die Erde dreht sich (um ihre eigene Achse)  — innere Bewegung
- Die Erde dreht sich um die Sonne  — Ortsveränderung im Raum

Weitere Beispiele für Bewegungsverb-Konstruktionen im Deutschen sind:
- aus der Dusche springen,
- zur Arbeit eilen,
- nach Hause schlendern.

Bewegungsereignisse sind aus dem Zusammenwirken verschiedener Faktoren zu verstehen: Beteiligt sind Individuen wie der Bewegungsträger selbst, ggf. zusätzlich eingesetzte Fortbewegungsmittel; ferner erfolgt die Lokalisierung im Raum anhand von Gegenständen, deren Position als Bezugspunkt benutzt wird. Dazu sind Komponenten zu beschreiben wie Pfad und Richtung der Bewegung, sowie die Art und Weise der Bewegung (einschließlich Geschwindigkeit, Fortbewegungsmethode etc.). Bewegungsverben können demzufolge in Unterklassen eingeteilt werden, je nachdem, welche dieser Faktoren sie ausdrücken bzw. implizit lassen.

## Bedeutungsklassen von Bewegungsverben

### Überblick
Es gibt vielfältige Versuche, Unterklassen von Bewegungsverben festzulegen. In einer klassischen Arbeit unterscheidet Levin (1993) im Wesentlichen folgende:
- Verben der gerichteten Bewegung
- Verben der Art und Weise einer Bewegung
  - Unterklasse: Bewegung muss nicht durch das Subjekt kontrolliert sein (Levin: „roll-verbs“).[5]
  - Unterklasse: notwendig mit Kontrolle durch das Subjekt (Levin: „run-verbs“).[6]
- Verben des Fortbewegungsmittels:[7] z. B. rodeln, radfahren, rudern.
- sowie weitere kleinere Sondergruppen, v. a. verfolgen und begleiten; tanzen u. a.

### Verben der Art und Weise einer Bewegung
Man kann unterscheiden zwischen Verben, die aktive, eigenständige Fortbewegung beschreiben, oder im Unterschied dazu Verben, die eine nicht-aktive Fortbewegung ausdrücken. Beispiele im Deutschen sind:
- Verben der aktiven Eigenbewegung: rennen, flitzen, eilen, hüpfen, kriechen, flanieren, spazieren;
- Verben der nicht-aktiven Fortbewegung: fallen, (auf dem Wasser) treiben.
- Unspezifische Verben, die aktive oder nicht-aktive Interpretationen erlauben: rollen[9] z. B. „Die Münze rollte in den Gully.“ / „Die Kinder rollten (sich) den Hang hinunter.“

Hierbei ergibt sich eine Korrelation, dass Verben der aktiven Eigenbewegung oft belebte Subjekte aufweisen, dieser Zusammenhang ist aber nicht strikt. Verben der nicht-aktiven Bewegung bilden unakkusativische Verben.

### Verben der Bewegungsrichtung

#### Lokalisierung eines Pfades
Ein anderer Typ von Bewegungsverben sind solche, die die Lokalisierung des Bewegungspfades beschreiben. Dies geschieht meist anhand der Position, die von einem Referenzobjekt eingenommen wird. Man kann dann Pfadangaben unterscheiden, bei denen die Lokalisierung sich auf den Anfang, den Mittelteil oder das Ende des Pfades bezieht:
- Der Chef hat das Büro verlassen.

Der (vom Chef zurückgelegte) Pfad des Bewegungsereignisses beginnt an einem Ort, der im Inneren des Büros ist, und führt davon weg.
- Die Sonde passierte den Jupiter.

Der Ort, der vom Planeten Jupiter eingenommen wird, befindet sich nahe zur Mitte des Bewegungspfades, sowohl Anfangs- als auch Endpunkt der Bewegung sind nicht in der Nähe des Jupiter.
- Wir erreichten den Gipfel.

Der Pfad der Bewegung endet an dem Ort, der vom Gipfel eingenommen wird.
Die angeführten Verben machen gleichzeitig keinerlei Angabe zur Art und Weise der Bewegung.
Daneben gibt es Verben, die eine Bewegung nicht anhand eines Referenzobjekts lokalisieren, sondern Bewegung in der absoluten Raumrichtung nach oben oder unten bezeichnen, meist ohne festen Endpunkt: z. B. steigen, fallen.

#### Deiktische und nicht-deiktische Bewegungsverben
Manche Verben der gerichteten Bewegung können eine deiktische Komponente haben. Mit Deixis wird in der Sprachwissenschaft die Bezugnahme auf Personen, Orte, Gegenstände und Zeiten im Kontext zu den kommunikativen Partnern bezeichnet. Die Verwendung von deiktischen Bewegungsverben hängt davon ab, in welchem Verhältnis sich der Bewegungspfad zur Position eines tatsächlichen oder vorgestellten Beobachters befindet (bei dem es sich um Sprecher, Hörer oder einen Dritten handeln kann). Beispielsweise wird im folgenden Satz die Bewegung aus Sicht eines Beobachters beschrieben, der sich in dem Zimmer befindet, das die Zielregion von Maris Bewegung darstellt:
- Maria kam ins Zimmer. / Maria kam herein.

Andere Verben, wie verlassen, einsteigen etc., bestimmen den Bewegungspfad ausschließlich im Verhältnis zum genannten Objekt, ohne auch noch auf die Position eines Beobachters zu reagieren:
- Maria verließ die Bibliothek.

Dieser Satz kann sowohl von einem Sprecher geäußert werden, der sich innerhalb als auch von einem, der sich außerhalb der Bibliothek befindet.

## Lexikalisierungsmuster
Leonard Talmy und Dan Slobin wiesen in den 1970er und 1980er Jahren darauf hin, dass sich bei der Betrachtung von Bewegungsverben zwei verschiedene Arten von Sprachen gegenüberstellen ließen:
In den Konstruktionen der Satellite-framed-languages, zu denen auch das Deutsche gehört, werden die Informationen über den Bewegungspfad meistens außerhalb des Verbs ausgedrückt, nämlich durch einen „Satelliten“ des Verbs wie etwa eine Verbpartikel oder ein Adverbial, z. B. im Deutschen heraus, ein, vorbei.
Anders in den Konstruktionen der Verb-framed Languages: Hier wird für gewöhnlich die Richtung einer Bewegung im Verb selbst ausgedrückt, z. B. herrschen im Spanischen Verben der reinen Pfadrichtung vor, die im Deutschen selten sind: salir (sich hinausbewegen), entrar (sich hineinbewegen), pasar (sich vorbeibewegen). Dort, wo der Sprecher es für nötig hält, können Adverbiale der Art und Weise zusätzliche Information über die Bewegungsweise anfügen, zum Beispiel: entrar en cojeando – deutsch: hereinhumpeln (hierbei entspricht die Information im deutschen Verb humpeln dem spanischen Adverbial en cojeando).

## Grammatische Besonderheiten von Bewegungsverben

### Perfektformen
Viele europäische Sprachen haben bei der Perfektform die Auswahl zwischen einem haben- und einem sein-Hilfsverb. Bei Bewegungsverben zeigen sich in dieser Konstruktion oft Besonderheiten, die allerdings in verschiedenen Sprachen verschieden ausfallen.

#### Deutsch
Im Deutschen wird das Perfekt eines Bewegungsverbs mit dem Hilfsverb sein gebildet, wenn das Verb intransitiv ist, auch dann wenn das Verb ein aktives, handelndes Subjekt (ein Agens) hat, z. B. ich bin geflogen / gerannt / geschwommen. Wird das Verb der Bewegung jedoch transitiv gebraucht, wird das Hilfsverb haben verwendet:
- ich bin nach Hause gefahren
- ich habe einen Wagen gefahren

#### Französisch
Im Französischen gilt: Beschreibt ein Verb eine Bewegungsrichtung, so wird das Passé composé in der Regel mit être (sein) und nicht mit avoir (haben) gebildet.
Das Französische kennt die folgenden dreizehn „primären“ Verben der Bewegung: aller - arriver - descendre - entrer - monter - mourir - naître - partir - rester - retourner - sortir - tomber - venir. Davon abgeleitete Verben, wie zum Beispiel devenir, verlangen ebenso das Hilfsverb être.
Alle weiteren Verben der Bewegung zählen nicht zu dieser Gruppe. So bilden zum Beispiel die Verben nager (schwimmen) und courir (rennen, laufen) das Passé composé mit avoir.

#### Italienisch
Im Italienischen wird das Perfekt (passato prossimo) der Verben der Bewegungsrichtung wie im Deutschen mit dem sein-Hilfsverb, ital. essere, gebildet. Wenn jedoch Ziel oder Ausgangspunkt der Bewegung nicht angegeben sind, oder bei transitivem Gebrauch des Verbs, wird das Hilfsverb avere (haben) verwendet.
Beispiel:
- sono corso a casa - ich bin nach Hause gerannt
- ho corso due ore - ich bin zwei Stunden lang gerannt
- sono saltata dal tavolo - ich bin vom Tisch gesprungen
- ho saltato il pranzo - ich habe das Essen übersprungen

Zwei italienische Verben – venire (kommen) und andare (gehen) – können darüber hinaus wie Hilfsverben mit dem Passivpartizip verwendet werden. Venire ersetzt hier das Hilfsverb essere bei der Passivbildung, andare verleiht dem Passiv einen Ausdruck der Notwendigkeit.
Beispiele:
- l'importo viene rimborsato - der Betrag wird („kommt“) zurückerstattet
- l'importo va rimborsato - der Betrag muss zurückerstattet werden (gehört („geht“) zurückerstattet)

### Bewegungsverben als Hilfsverben
Häufig entwickeln sich Bewegungsverben wie kommen, gehen zu Hilfsverben für die Bezeichnung der Zukunft (eine derartige Entwicklung wird als Grammatikalisierung eines Verbs bezeichnet). Zum Beispiel gibt es im Schwedischen eine Futurform mit dem Verb für kommen:
- jag kommer att … (wörtl.: ich komme zu …) – „Ich bin im Begriff zu …“

Verben für „gehen“ dienen im Englischen (nämlich go, siehe Going-to future) und im Französischen (aller) als Hilfsverben zur Bezeichnung einer Vorausschau auf ein kommendes Ereignis (Prospektiv). Der Ausgangspunkt kann hierbei eine gegenwärtige oder vergangene Betrachtzeit sein:
- Je vais te voir ce soir (wörtl.: ich gehe dich sehen heute Abend) – „Ich sehe dich heute Abend.“
- I was going to meet him (wörtl.: ich war gehend zu treffen ihn) – „Ich war im Begriff, ihn zu treffen.“

Ungewöhnlich ist hingegen die Verwendung des Hilfsverbs anar „gehen“ im Katalanischen zur Bezeichnung einer Vergangenheit (siehe auch unter Katalanische Sprache #Morphologie und Syntax):
- Katalanisch Ell va venir = „Er kam.“ (!)